# Gerald Uhlig
Gerald Uhlig (* 26. September 1953 in Heidelberg; † 4. Juli 2018 in Berlin) war ein deutscher Regisseur, Schauspieler und Autor.

## Leben
Nach seinem Studium an der Hochschule für Musik und darstellende Kunst in Wien (Max-Reinhardt-Seminar) in den Bereichen Schauspiel, Regie und kulturelles Management arbeitete er als Regisseur und Schauspieler an zahlreichen deutschsprachigen Theatern (u. a. Deutsches Schauspielhaus Hamburg, Schauspiel Frankfurt, TAT Frankfurt, Freie Volksbühne Berlin).
Darüber hinaus realisierte er als Autor, Regisseur und Produzent Theaterperformances an Orten wie der Hamburger Kunsthalle, Kunsthalle Schirn Frankfurt, Akademie der Künste Berlin.

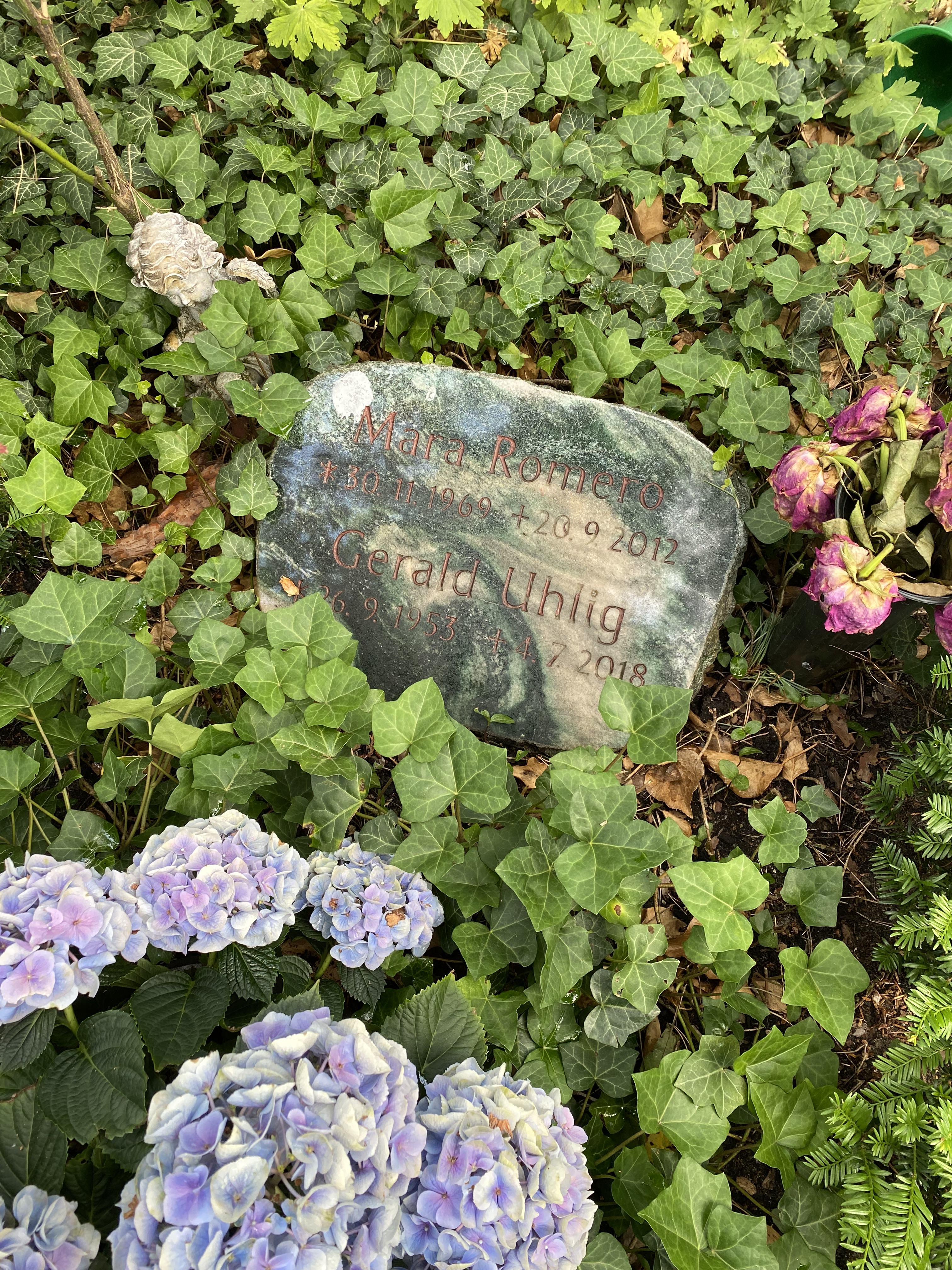
Grabstätte auf dem Waldfriedhof Dahlem

Von 1992 bis 1994 realisierte er als Librettist und Regisseur drei Musiktheaterprojekte über Otto Dix Das Lied des Karpfen in der Neuen Nationalgalerie Berlin, über Pablo Picasso Picasso oder ich folge dem Matador im Kulturforum Berlin und über George Grosz Gott Da-Da Grosz in der Matthäikirche Berlin.
Seit 1992 stellte Uhlig auch seine bildnerischen Arbeiten, Fotos und Collagen in mehr als 150 Gruppen- und Einzelausstellungen der Öffentlichkeit vor. 1994 inszenierte Uhlig die Unterwasseroper Von Fischen und Menschen im Zooaquarium Berlin.
Von 1987 bis 1992 war Uhlig zudem Moderator des wöchentlichen Rundfunktalks Tischgespräch bei Radio 107 und NDR 4 in Hamburg. Als Autor hat Uhlig zahlreiche Stücke für die Bühne verfasst.
In Zusammenarbeit mit Yoko Ono inszenierte er 1996 im Saarland und in Berlin die Welturaufführung des Yoko Ono und John Lennon Musicals New York Story.
1996 eröffnete er das Café Einstein Unter den Linden und die dazugehörige „Galerie im Einstein“, wo er von da an Fotoausstellungen mit internationalen Fotokünstlern wie Dennis Hopper, Wim Wenders, Helmut Newton u. v. a. realisierte. 2008 wirkte er in dem Projekt „hamlet_X“ // Phase 2 des Berliner Künstlers Herbert Fritsch mit. Anfang 2016 verkaufte Uhlig das Café Einstein Unter den Linden an ein Gastronomiekonsortium.
Gerald Uhlig war Träger eines ererbten Gendefekts (Morbus Fabry), den er an seine Tochter weitervererbt hat. Die Suche nach der richtigen Diagnose und sein Leben mit der Krankheit schilderte er in seinem Buch Und trotzdem lebe ich. Mein Kampf mit einer rätselhaften Krankheit.
Ein Film, „WAS UNS AM LEBEN HÄLT“, über ihn, seine Tochter und ihrer beider Krankheit, von David Sieveking, wurde 2022 fertiggestellt.
Seine letzte Ruhestätte erhielt Gerald Uhlig auf dem Waldfriedhof Dahlem (Feld 006-323).

## Werke
- Das Café Einstein Unter den Linden. Nicolaische Verlagsbuchhandlung, Berlin 2001 ISBN  3-87584-057-7
- Alphabet der Fische. Gedichte und Zeichnungen. Lardon-Verlag, Berlin 2004
- Berliner Melange-Geschichten aus dem Cafe Einstein Unter den Linden. Heyne Collection, 2006
- Und trotzdem lebe ich. Mein Kampf mit einer rätselhaften Krankheit. 1. Auflage. DVA, München 2009, ISBN 978-3-421-04326-9.
- Stoffwechsel. epubli, Berlin 2011 ISBN 978-3-8442-0769-9
- Der charmante Nihilist. epubli, Berlin 2013 ISBN 978-3-8442-6895-9